# 후세인 1세
후세인 1세(아랍어: حسين بن طلال, Ḥusayn bin Ṭalāl, 1935년 11월 14일 ~ 1999년 2월 7일)는 요르단의 제3대 국왕(1952년 8월 11일 ~ 1999년 2월 7일)으로 하심가의 왕족 탈랄 빈 압둘라 왕자와 제인 알샤라프 빈트 자밀에게 태어났다. 그의 사망 당시 그는 세계에서 최장기적으로 지낸 국가 원수였다.
자신의 조부 압둘라 1세의 암살 사건과 자신의 부친 탈랄 1세의 의료적으로 필요한 퇴위에 후세인은 1952년 8월 11일 요르단 왕국의 하심 왕가의 선언된 국왕이었다. 왕위로 그의 형식적인 즉위는 1953년 5월 2일로 9개월을 끌었다. 이슬람력에 의하면 그가 18세의 나이에 도달한 후 자신의 헌법적 권력들을 취하였다고 한다. 자신의 통치 동안 그는 이스라엘과 평화를 향하여 요르단과 그 아랍 이웃 나라들을 이동한 것으로 넓은 갈채를 얻었다.
예언자 마호메트의 42번째 직통 후손이자 근대 요르단의 국부인 고 후세인 1세는 소란의 세월을 통하여 그의 국가를 지도한 지도자로서 알려져 그것을 평화의 국가와 중동에서 온건적으로 변형시켰다. 요르단 국민들에게 "인도적인 국왕"으로 알려진 후세인 1세는 중동을 위한 모델로서 영예를 설립한 동정심의 남성이었다.
그는 생전 "분쟁의 해결사", "줄타기 외교의 명수", "천의 얼굴을 가진 사나이"라고 일컬어졌다.

## 개인 생활
후세인의 인생과 철학은 그의 인접한 가족과 하심가의 연장된 가족 양쪽을 숙고없이 자신이 수학될 수 없는 그의 이미지와 조국으로 복잡하게 제휴되었다.

### 인접한 가족

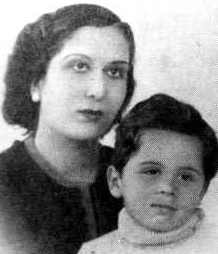
6세때 모친과 함께

암만에서 탈랄 빈 압둘라 왕자와 제인 알샤라프 빈트 자밀 공주에게 태어났다. 후세인은 2명의 형제 무하마드 왕자와 엘 하산 왕세자, 그리고 1명의 누이 바스마 공주가 있었다.
암만에서 자신의 초등 교육을 완료한 후, 후세인은 이집트 알렉산드리아에 있는 빅토리아 칼리지와 잉글랜드의 해로 스쿨에서 수학하였다. 그는 후에 샌드허스트 왕립 육군사관학교에서 자신의 군사 교육을 받았다.
1951년 7월 20일 어린 후세인의 일생 초기에 그의 조부 압둘라 1세 국왕이 예루살렘에 있는 알아크사 모스크에서 암살되었다. 15세의 후세인은 금요일 기도식을 위하여 모스크에 들어가면서 조부와 함께 있었다. 암살범은 국왕이 새롭게 창조된 이스라엘 국가와 평화 조약을 협상할 것 같을 것으로 두려워 한 팔레스타인의 과격주의자였다. 그 일은 메달이 조부에 의하여 어린 후세인 왕자에게 주어져 달아나는 총잡이를 추적한 소년을 구한 그의 고집에 달아졌다고 보고되었다.

### 하심가의 왕족

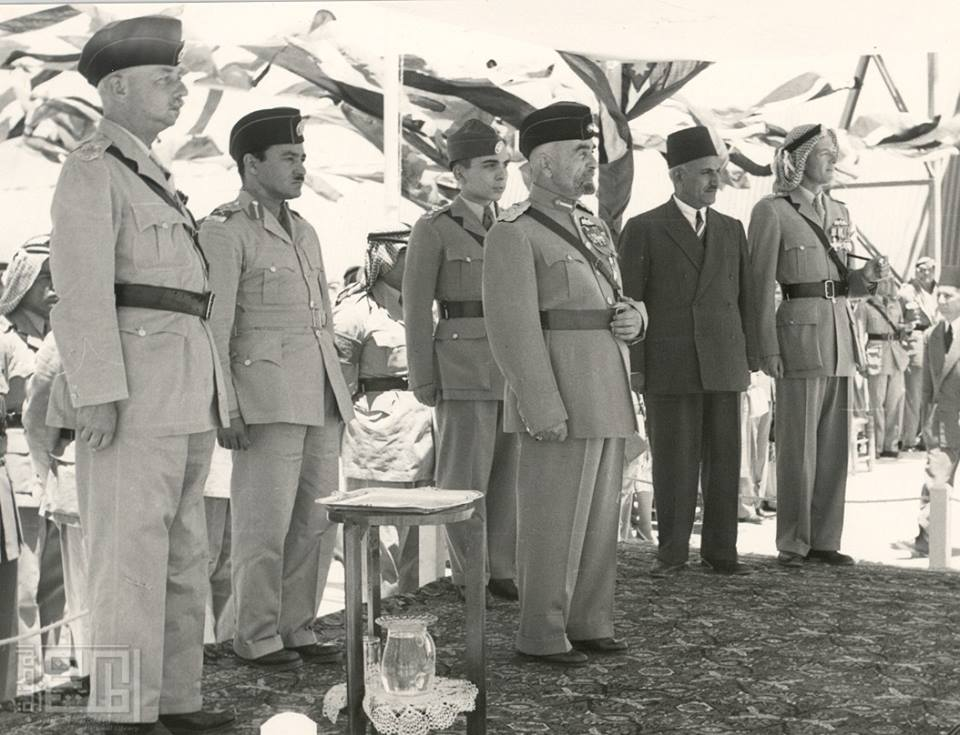
1946년 5월 25일 요르단 독립의 날에 조부 압둘라 1세와 함께 (당시 11세)

하심가의 왕족은 요르단의 생활로 가깝게 연결되어 1921년 근대 국가를 설립하였다. 그 것은 왕족의 어떤 상식 없이 요르단의 근대 역사의 구성과 복잡성을 이해하는 데 불가능하다.
1925년에 끝난 100년 이상 동안 메카 성지의 지배자들인 후세인의 가족은 이슬람의 예언자 마호메트와 성경의 예언자 아브라함의 아들 이스마엘로각부터 혈통을 주장한다. 국왕은 한번 자신의 하심가 가계에 대하여 "우리는 예언자의 가족이요, 아랍 세계의 가장 오래된 종족입니다."고 말했다.
그것은 1916년 아랍 반란이 일어나는 동안 오스만 제국의 지배로부터 아랍 대지들의 해방을 이끈 메카의 샤라프이자 아랍인의 왕인 후세인의 증조부 알후세인 빈 알리였다. 요르단, 팔레스타인, 레바논, 이라크, 시리아와 히자즈의 대지들을 해방시킨 후, 샤리프 후세인의 아들 압둘라는 트란스요르단의 왕좌에 앉았고, 그의 둘째 아들 파이살은 시리아, 그리고 후에 이라크의 왕좌에 앉았다. 1946년 영국으로부터 독립이 형식적으로 승인될 때 후에 요르단 하심 왕국이 되는 데 트란스요르단 토후국이 1921년 4월 11일 창립되었다.
후세인 빈 탈랄은 새롭게 형성된 트란스요르단의 수도 암만에서 태어났다. 그는 트란스요르단의 수장 압둘라 빈 알후세인의 손자였다. 그의 부모는 압둘라의 아들 탈랄과 탈랄의 부인 제인 알샤라프 빈트 자밀이었다.
자신의 조부 압둘라가 초대 국왕이 되면서 트란스요르단이 영국으로부터 독립을 얻고 요르단 하심 왕국이 될 때 후세인은 10세였다.

### 결혼생활과 자녀들

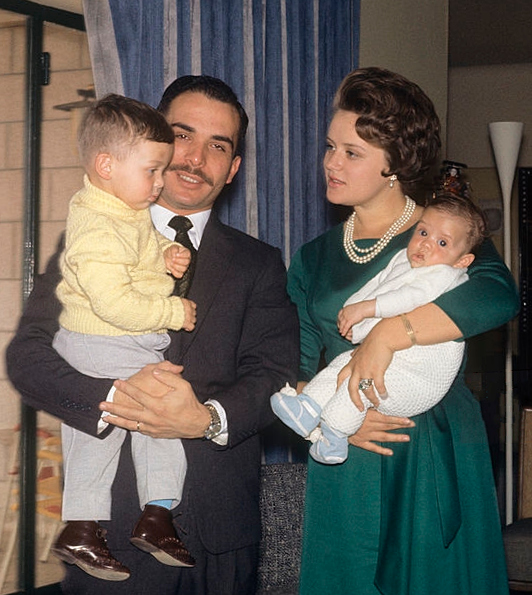
아들 압둘라와 파아살과 함께 한 후세인 국왕과 무나 공주 (1964년)

자신이 욕구하던 자신의 무슬림 신앙들이 허용한 단 한번에 한명의 부인보다 자신이 전혀 결혼하지 않았어도 후세인 국왕은 4번이나 결혼하였다.
후세인의 첫 부인은 자신보다 7세 연상인 먼 사촌 디나 빈트 압둘하미드였다. 그녀는 케임브리지 대학교 졸업생이었고, 카이로 대학교에서 영어 문학의 전직 강사였다. 결혼 생활의 1년과 딸 알리아 공주의 출생 후에 후세인 국왕과 디나 여왕은 이혼하였다.
1961년 후세인은 둘째 부인 영국 육군 장교의 딸 안토이네테 가디너와 결혼하였다. 그녀는 무나 공주로 개명하였으나 자신이 이슬람교로 개종하지 않았기 때문에 여왕으로 임명되지 않았다. 그들은 압둘라 왕자와 페이살 왕자를 두었으며, 2명의 딸 제인 공주와 아이샤 공주에 의하여 이어졌다. 부부는 11년 후에 이혼하였다. 그들의 장남은 부친의 사망에 왕좌로 오르고 현재 요르단의 압둘라 2세 국왕으로 알려졌다.
1972년 후세인은 자신의 셋째 부인 알리아 토우칸에게 결혼하였다. 그들은 두바이의 통치자 라시드 알 막토움과 결혼한 딸 하야 공주와 아들 알리 왕자는 물론 입양녀 아비르 무하이센을 두었다. 1977년 알리아 여왕이 암만에서 헬리콥터 사고로 사망할 때 비극이 부딪쳤다. 요르단에 있는 알리아 여왕 국제 공항은 그녀의 이름을 땄다.
이어진 해 후세인 국왕은 4번째이자 마지막 부인 미국 출신의 리사 핼러비(서양 생활을 떠나 이슬람교로 개종)에게 결혼하였다. 국왕은 그녀에게 "후세인의 빛"을 의미하는 "누르 알후세인"으로 이름을 지었다. 그들은 2명의 아들 함자 왕자와 하심 왕자, 그리고 2명의 딸 이만 공주와 라이야 공주를 두었다. 그들의 동화 같은 낭만은 1999년 국왕의 사망까지 2개의 10년간 세월 이상 동안 지탱하였다.

## 대중 생활

### 왕좌에 즉위

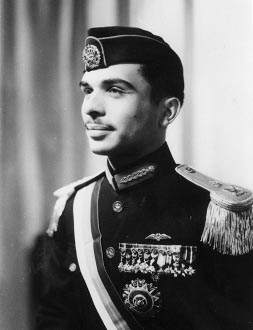
의식 차림의 후세인 (1953년)

1951년 7월 20일 압둘라 1세는 자신의 어린 손자 후세인 왕자와 금요일 기도식을 수행하는 데 예루살렘으로 여행을 떠났다. 그는 이슬람교의 성지들 중의 하나인 알아크사 모스크에서 예루살렘의 전직 군사 총독 압둘라 텔 대령의 선동에 총잡이에 의하여 암살되었다. 공격자는 후세인 왕자에 쏘았으나 어린 왕자는 자신의 조부가 그에게 주어지고, 자신이 달은 메달에 총탄이 우연히 충돌하면서 구해졌다고 알려졌다.
9월 6일 압둘라의 장남 탈랄 1세가 왕좌에 즉위하였다. 그는 1년 후 그가 정신적으로 왕좌를 실각하기로 결심할 때 요르단 국회가 그의 퇴위를 강요할 때까지 이 직위를 보유하였다. 그는 1952년 8월 11일 요르단 하심 왕국의 국왕으로 선언된 장남 후세인에 의하여 빠르게 대체되었다. 이슬람력에 의하면 18세의 나이에 도달한 때 그가 완전한 헌법적 권력들을 취한 1953년 5월 2일 후세인 국왕의 형식적 왕좌 즉위까지 섭정 회의가 임명되었다.
후세인은 자신의 회고록에 "17세의 나이에 난 꿈의 종말을 알았다. 나는 다시는 학교 소년이 되지 않으리라"라고 썼다.

### 통치
자신의 장기적이자 중대한 통치를 통하여 후세인은 조국을 건설하고 생활 수준을 상승하는 데 열심히 일하였다. 그는 몇몇의 천연 자원과 1948년 이스라엘 국가의 창조와 함께 면직되어 온 팔레스타인인들의 거대한 수를 포함한 인구와 함께 대지를 물려받았다. 그의 전념은 국민 생활의 특성에서 달성하는 데 자신이 욕망한 진보들을 성원하려고 한 경제적과 산업적 시설들의 건설에 집중되었다.

### 제3차 중동 전쟁

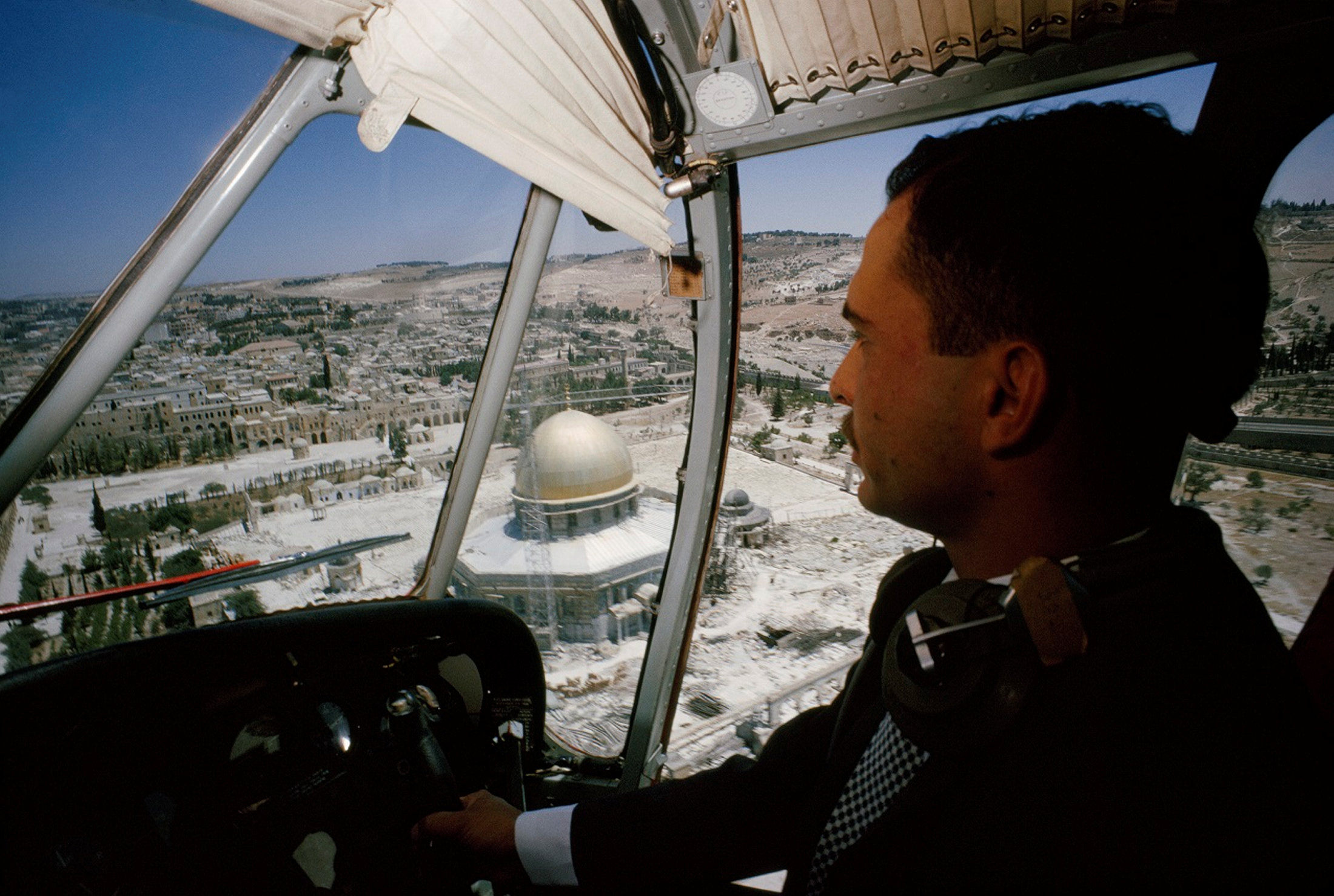
요르단강 서안 지구가 요르단 통치 아래 있을 때 동예루살렘에 있는 바위의 돔 위를 비행하는 후세인 (1964년)

많은 역사가들은 그의 통치 동안 후세인의 거대한 실수는 그의 국가의 신속히 자라나는 팔레스타인인 인구로 곤란 아래 그의 배웅에 의하여 일으켜 진 것으로 믿는다. 이 일은 이스라엘과 이집트, 이라크, 시리아와 요르단의 아랍 국가들 사이에 싸워진 제3차 중동 전쟁이 일어나는 동안 이집트와 요르단의 입군과 함께 일어났다.
후세인의 군사 조언자들은 이 연합에 가입하는 요르단에 경고하였다. 전쟁의 말기에 이스라엘은 가자 지구, 시나이반도, 골란고원과 동예루살렘의 통치를 얻었다. 요르단으로 비용은 거대하였는 데 요르단강 서안 지구는 요르단의 최고 농업 지방이었고, 전쟁은 국왕에게 그의 전체 공군과 1만 5천 명의 군인들로 비용을 들었다. 그 전쟁의 결과들은 이날로 지방의 지정학에 영향을 미쳤다.
1967년 11월 후세인은 "최근의 논쟁에 영유된 영토들로부터 이스라엘군의 철수"와 "교전 상태의 주장과 정세들 전부의 종결" 둘다의 신청에 의하여 성취를 이루는 데 "중동에서 단 하나이자 오래가는 평화의 설립"을 요구한 유엔 결의문 242조를 기안하는 도움을 주었다.

### 검은 9월

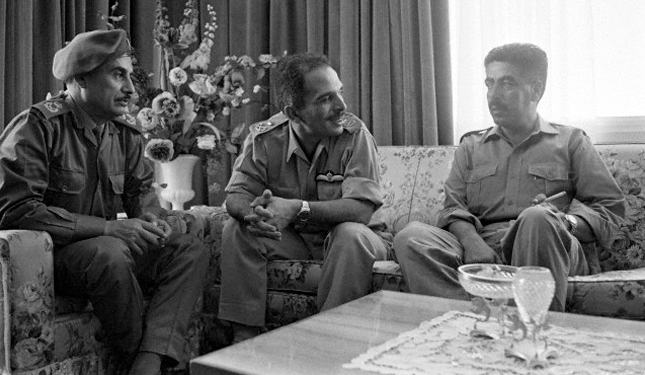
검은 9월이 일어나는 동안 와스피 탈 총리 (오른쪽)와 육군 참모 총장 하비스 마잘리 (왼쪽)과 함께 (1970년 9월 17일)

1967년 제3차 중동 전쟁에서 이스라엘의 압도적인 승리에 이어 아랍 단체들의 다수는 영토를 회복하고 다른 목적들을 추진하는 데 전통적인 각 주 간의 교전 상태로 양자 택일들을 찾고 있었다. 이스라엘은 되풀이적으로 팔레스타인의 피다인 게릴라들에 의하여 국경을 건너는 공격들에 의하여 타격되었다.
1970년 9월 1일 국왕을 암살하는 데 몇몇의 시도들이 실패하였다. 9월 6일 팔레스타인 해방대중전선의 납치 사건들의 연속들에서 3대의 항공기가 그들에 의하여 납치되었는 데 자르카에 상륙한 스위스 항공과 TWA 항공, 그리고 카이로에 상륙한 팬아메리칸 항공이었다. 9월 9일 당시 바레인으로부터 영국해외항공 항공기도 또한 자르카로 납치되었다. 전부의 인질들이 옮겨진 후, 항공기들은 지시적으로 텔레비전 카메라들 앞에 폭발되었다. 국왕을 직접 맞서 화나게 한 반란자들은 이르비드 지역을 "해방된 지방"으로 선언하였다.
9월 16일 후세인 국왕은 계엄령을 선포하였다. 이어진 날 요르단의 탱크들은 암만에 있는 팔레스타인의 기구들의 본부들을 공격하였고, 육군은 또한 자르카, 이르비드, 살트와 스웨일레에 있는 진영들을 공격하기도 하였다.
1970년 9월은 검은 9월로 알려졌으며 어쩌다 "후외적인 사건들의 시기"로서 언급되었다. 그 일은 34세의 군주가 성공적으로 자신의 왕정을 타도하는 시도들을 진압한 한해였다. 폭력은 양쪽으로부터 7천에서 8천의 사망에 결과를 가져왔다. 무장한 분쟁은 팔레스타인 해방 기구와 수천명의 팔레스타인인들을 레바논으로 배제와 함께 1971년 7월까지 지속되었다.
결과로서 후세인이 조국에서 인기를 유지하였어도 아랍 세계는 10년간 세월의 나머지를 통하여 그를 크게 고립시켰다. 1974년 아랍 지도자들은 팔레스타인 해방 기구를 "팔레스타인 국민의 단 하나의 합법적인 대표"로 선언하여 요르단강 서안 지구의 팔레스타인인들을 위한 연설자로서 후세인의 역할을 가져갔다.
지미 카터 미국 대통령, 안와르 사다트 이집트 대통령과 메나헴 베긴 이스라엘 총리 사이의 1978년 캠프데이비드 협정은 요르단의 후세인 국왕을 들어오지 못하게 하였다. 이어진 해 후세인 국왕은 유엔 총회 연설에서 협정을 비난하였다. 이 입장은 그와 조국이 필요하던 다른 아랍 지도자들과 우호를 재설립하는 도움을 주었다.

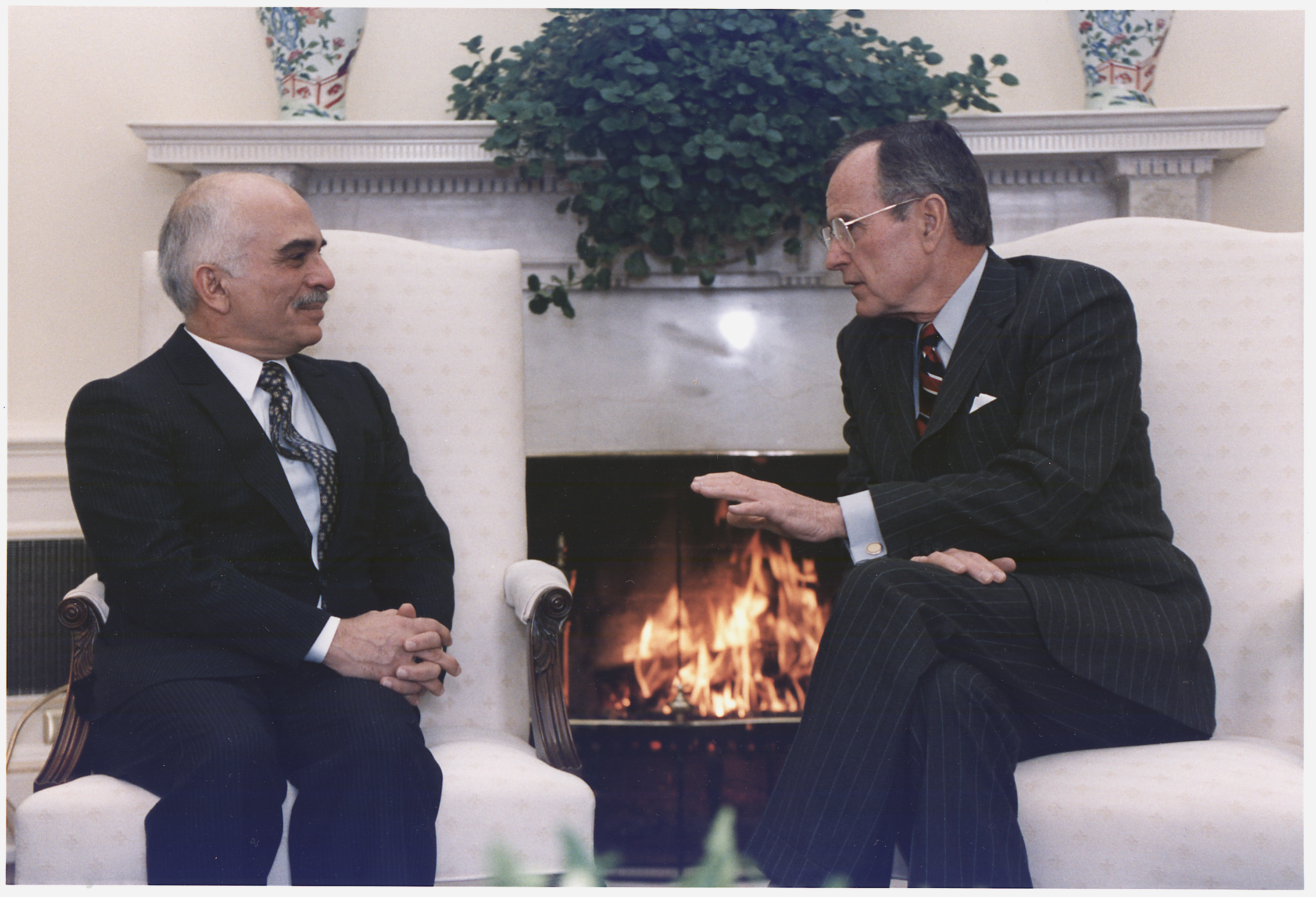
백악관에서 조지 H. W. 부시 대통령과 회담하는 후세인 1세 (1991년)

후세인은 팔레스타인 해방 기구의 지도자 야세르 아라파트와 화해에서 전혀 성공적이지 않았고, 결국 1988년 요르단강 서안 지구의 행정적과 법적의 통치로 요르단의 주장을 포기하였다.

### 마드리드 평화 회담
1991년 후세인은 마드리드 평화 회담을 소집하는 데 추축같은 역할을 하여 요르단-팔레스타인 합동 사절단의 일부로서 그들의 미래를 협상하는 데 팔레스타인인들을 위하여 통괄 조직을 마련하였다.

### 이스라엘과 평화 정책

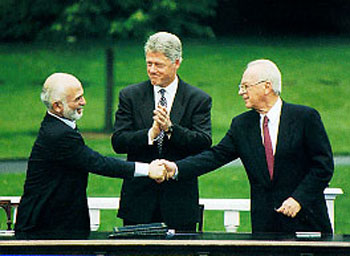
빌 클린턴 미국 대통령에 동행되면서 이스라엘-요르단 평화 협상이 있는 동안 악수하는 후세인 1세와 이츠하크 라빈 총리 (1994년)

아랍-이스라엘 평화를 향하는 일을 하는 동안 후세인은 또한 개인적 아랍 국가들 사이에 논쟁들을 해결하는 일을 하였다.
후세인 국왕은 자신의 중동 이웃 국가들과 서방 세계의 권력들 사이에 균형의 처지로 강요되었다. 헨리 키신저 전 미국 국무장관은 후세인 1세에 관하여 이렇게 말했다. - "그는 한쪽에 이스라엘, 다른쪽에 이라크와 시리아 사이이다. 그는 팔레스타인인들이 다수의 경우들에 자신을 퇴위시키려고 시도한 것을 알고 있어 그는 비범한 미묘함과 함께 진행시켜야 한다."
요르단은 아랍 세계의 대부분으로부터 후세인 국왕을 이간하던 국왕의 왕좌를 위협한 1988년 마안의 봉기가 일어난 후 국내의 정치적 이유들을 위하여 수행된 1991년 걸프 전쟁에서 사담 후세인에 대항하는 편으로 거부하면서 서방 세계를 무시하였다.
1994년 7월 후세인은 이스라엘의 이츠하크 라빈 총리와 협정을 맺어 두나라 사이에 적대 관계를 끝냈다. 2년 적게 후에 그는 오슬로 협정의 체결을 반대한 우익 활동가에 의하여 암살된 자신의 새 친구의 장례식에 참석하러 예루살렘으로 떠났다.
요르단과 이스라엘 사이의 1994년 조약은 중동에서 겨우 포괄적이고 오래간 평화를 성취하는 데 향한 주요 단계였다.

### 진보의 전망
후세인 국왕은 요르단 정부의 표면을 바꾸기 시작하였다. 장기적 반공주의자인 그는 1993년 다당의 선거들을 정식으로 허가하였고, 많은 세월에 처음으로 정치적 반대와 종교적 보수주의를 허용하였다.
57세의 나이에 암과 함께 발작에 이어 후세인은 여태까지 알려진 요르단의 인구의 대부분의 단 하나의 왕정의 결국적인 통과를 넘어 생존하는 데 조국을 허용한 제도들 - 복식 투표, 민주주의와 가장 도덕적인 인간의 생활을 위한 종중을 설립하는 데 활동적 단계들을 택하였다.
후세인의 성취들을 위한 다수 연설들은 1950년 수자원, 공중 위생과 전기가 요르단 국민의 단 10 퍼센트 밖에 유요한 동안 오늘날 이것들은 인구의 99 퍼센트를 도달한다. 1960년 33 퍼센트 만의 요르단 국민들이 글을 알았으며, 1996년으로 봐서 이 수는 85.5 퍼센트로 올라갔다.

## 사망
국왕의 거대한 책임들에 불구하고, 후세인은 활동을 남기는 데 시간을 찾아 오토바이 승차, 테니스, 스키와 비행 같은 것들을 즐겼다.
거만한 흡연자로 이 버릇은 1990년대를 통하여 그가 견디어낸 건강 문제들 중의 다수를 일으킨 것으로 믿어진다. 그는 1992년 신장암을 겪어 1997년 전립선암과 림프절로 2개의 수술을 받았다. 1998년 비호지킨 림프종과 진단된 그는 미국에서 6개월을 보내 화학 요법과 조혈모세포 이식을 받았다. 그는 1999년 1월 9일 요르단으로 귀국하여 자신의 비행기를 조종하여 자신이 치료를 받아온 징후로서 이것을 가져간 이들에 의하여 환호와 함께 환영을 받았다. 그는 이어진 달 2월 7일 63세의 나이로 비호지킨 림프종으로 관련된 합병증으로 사망하였다.
국왕은 자신의 통치 동안 12개의 암살 미수들 만큼 많은 목표였다. 자신들이 그의 서방과 지나친 동정심있는 관계로 숙고한 이유로 1957년 육군 장교들이 그를 퇴위시키는 시도를 하였다. 1958년 시리아의 제트기들이 그의 비행기를 도중에 가로막아 그것을 내려가도록 강요하는 데 시도하였다. 그는 이 사건을 "자신이 여태까지 가진 죽음으로부터 가장 좁은 탈출"로 불렀다. 시리아를 위하여 일한 궁전의 관리들은 1960년 그를 음독시키는 데 시도하였다. 후세인은 이것들을 살아남았고, 역사에서 그의 자리를 가져가는 데 그를 허용한 더많은 시도들이 중동에서 평화를 위한 존중적인 발언권이 되었다.
국왕이 사망한지 하루 후에 그의 시신은 그가 이스라엘과 안출한 평화를 따서 "평화 궁전의 문"으로 이름을 지은 그의 저택을 떠났다. 그의 아들의 5명 전부가 가까운 시중들이었다. 베두인족 군인들로 이루어진 의장대는 암만의 거리들을 통하여 90분 행렬에 관을 동행하였다. 80만명으로 측정된 요르단인들이 자신들의 지도자들에게 작별을 고하는 데 추운 바람을 용감히 맞섰다. 후세인의 미망인 누르 여왕은 무슬림 전통으로 복종에서 형식적인 장례식 귀의들에 참가하지 않았으나 대신 문길로부터 거행되어 다른 왕족 여성들에 의하여 성원되었다.
국왕의 장례식에 참석자들은 40명 이상의 국왕, 대통령, 총리와 다른 세계 지도자들이었으며, 전직 지도자와 다른 고위 인사들의 더욱 큰 단체 마저 있었다. 이 일은 1995년 이츠하크 라빈 이스라엘 총리의 장례식 이래 왕실과 정치적 지도자들의 가장 크게 모인 것이었다. 자신의 통치를 통하여 후세인 국왕이 일을 하면서 과격한 아랍 국가들의 지도자들은 서방 민주주의 국가들에서 온 공무원들과 함께 나란히 섰다.
국왕의 미국과 장기적 관계들을 반영한 빌 클린턴 대통령과 살아있던 3명의 전직 대통령들 - 조지 H. W. 부시, 지미 카터와 제럴드 포드가 참석했다. 장례식은 시리아, 팔레스타인과 리비아 같은 중동에서 온 쓰라린 적들을 데려오기도 하였다. 체코공화국과 러시아의 대통령들도 또한 참석하였다.
후세인이 사망하기 2주 전에 그는 장남인 37세의 압둘라를 자신의 후임자로서 임명하는 명령에서 자신의 유언과 요르단의 헌법을 바꾸었다. 그가 방문 고관들을 받으면서 그를 동행한 사람은 1965년 이래 법정 상속인으로 지내온 부친의 동생 하산이었다.

## 영예
요르단의 하심가 왕국은 중동에서 최고의 인권 기록을 가지면서 국제적으로 인정을 받았다. 민주주의, 시민적 자유와 인권들로 후세인의 위임의 이유로 그것은 지방을 위한 모델적 국가로 숙고되었다. 후세인은 국가 헌장을 기안하는 데 명령에서 국가의 정치적 생각들의 전체 범위를 대표한 1990년 왕립 위원회를 임명하였다. 요르단 헌법과 더불어 이 국가 헌장은 국가에서 민주주의 제도화와 정치적 복식 투표를 위한 정책으로서 지내는 편이다. 국가의 1989년, 1993년과 1997년 의회 선거들은 중동에서 가장 자유적이자 공명적으로 열린 것들 중으로 결심되었다.
후세인 빈탈랄은 국왕으로서보다 철학자와 중재인으로 영원히 기억될 것이다. 청년으로서보다 간신히 군림을 차지한 그는 자신의 국가와 자라왔으며 전쟁에 의하여 지배된 지방에서 평화를 지키는 도움을 주었다.

## 저서
후세인의 일생은 다수의 책들의 주제를 지내왔다. 국왕 자신은 다음 3권의 책들의 저자였다. -
- 〈국가원수에 놓인 불안〉 (1962년) - 자신의 어린 시절과 국왕으로서 초기 세월들에 관한 책
- 〈이스라엘과 나의 전쟁〉 (1969년)
- 〈Mon Métier de Roi〉

| 전임 탈랄 1세 | 제3대 요르단의 군주 1952년 ~ 1999년 | 후임 압둘라 2세 |

## 같이 보기
- 하심가
- 요르단 국왕